# Gillet för medaljkonst i Finland
Gillet för medaljkonst i Finland (finska: Suomen mitalitaiteen kilta) är en finländsk förening med syfte att förnya och utveckla medaljkonsten i Finland.
Föreningen grundades på initiativ av bland andra representanter för myntkabinettet i Finlands nationalmuseum, Finska bildhuggarförbundet, Numismatiska föreningen och medaljsamlare. Föreningen höll sin första utställning 1966 i Ateneum. I föreningen har bland annat museer, konstnärer och samlare varit medlemmar. Mot en fastställd medlemsavgift erhåller var och en årligen en numrerad årsmedalj – i regel gjuten – som valts genom en öppen tävling. Tävlingarna har haft stor betydelse för den finländska medaljkonsten under slutet av 1900-talet och erbjuder ett utmärkt tvärsnitt genom den finska skulpturen under denna tidsperiod. Gillet äger en stor medaljsamling, som sedan slutet av 1980-talet varit deponerad i Tammerfors konstmuseum. Gillet har medverkat i många internationella evenemang på medaljkonstens område, bland annat FIDEM-kongresserna som Gillet stått värd för i Finland 1973 och 1990.